# Перейма Ака Андріївна
Ака (Арменія, Богумила) Андріївна Пере́йма (дошлюбне прізвище — Клим; англ. Aka Pereyma; 30 вересня 1927, Седльці — 9 грудня 2013) — американська скульпторка, художниця, писанкарка і громадська діячка українського походження; почесний член Спілки майстрів народного мистецтва України з 1993 року. Заслужений художник України з 2001 року. Сестра писанкарки Тані Осадци-Клим, мати Христини Перейми-О'Ніл.

## Життєпис
Народилася 30 вересня 1927 року в місті Седльцях (нині Мазовецьке воєводство, Польща) в сім'ї українських шкільних вчителів Андрія і Павлини Клим. 1940 року їх сім'я переїхала до Української РСР, де мешкала у місті Копичинцях на Тернопільщині, на батьківщині матері. У 1944 році разом з родиною переїхала до Австрії, а невдовзі до Німеччини, де мешкала в Мюнхені. 1948 року взяла шлюб з майбутнім лікарем-хірургом Костянтином Переймою (одруження відбулося в місті Ерлангені, де вони були студентами).
1949 року емігрувала до Сполучених Штатів Америки, де оселилася у Брукліні; з 1959 року мешкала в містечку Тройі в Огайо. Протягом 1960—1963 років навчалася у Мистецькій школі при Інституті мистецтв у Дейтоні; у 1963—1964 роках продовжила навчання у Мистецькій школі Інституту мистецтва у Чикаго. 1966 року отримала диплом зі скульптури Мистецької школи в Дейтоні, а потім ще вивчала електрозварювання при Технологічному інституті «Горбат» у Тройі.
Упродовж 1970—1980 років працювала координатором програми електрозварювання для скульпторів у Технологічному інституті «Горбат».
Померла 9 грудня 2013 року. Похована у Тройї на цвитарі Ріверсайд (секція 14; 40°02′53.6″ пн. ш. 84°12′17.4″ зх. д. / 40.048222° пн. ш. 84.204833° зх. д.).

## Творчість
Працювала у галузях станкового живопису (у техніках олії та акварелі) і станкової графіки (використовує туш, перо), декоративно-паркової та станкової пластики (зокрема авторка абстрактних металевих скульптур), кераміки, писанкарства. Серед робіт:
- живопис: «Зимова фантазія» (1960), «Боротьба і мудрість» (1970), «Посланці Божі» (1972), «Писанкові інтер'єри» (1975), «Унадився журавель» (1987), «Олень», «Павутиння» (обидва — 1989), «Два кольори мої» (1991), «Простір у вимірі кленового листка» (1999);
- графічні композиції: «Леда і Либідь», «Жінка» (обидві — 1964);
- скульптури: «Пара», «Драбина Якоба», «Затьміння» (усі — 1968), «Ерос» (1969), «Екліпс» (1974), «Хрест», «Лелека» (обидва — 1980), «Захисник» (1987), «Велика птаха» (1990);
- писанки: «Гори», «Вовчий зуб»;
- декоративна тарілка «Дерево життя» (2010).

Брала участь у мистецьких виставках у США, Канаді, Україні (у Львові у 1991 році, Києві, Каневі, Полтаві, Сумах, Миколаєві, Львові, Тернополі у 1992 році). Персональні виставки провела у США та в Україні (у 1993 році в Тернопільському обласному краєзнавчому музеї, Бережанах, Івано-Франківську, Львові, Києві; у 1997 році — Тернополі, Бережанах).
Подарувала місту Копичинцям 50 творів кераміки, що зберігаються в Копичинецькому музеї театрального мистецтва.
У 1996 році Києві видано книжку Олександра Федорука «Дивосвіт Аки Перейми» та у 1998 році альбом її робіт.